# Пуцинтей
Пуцинтей (рум. Puţintei) — село в Оргеевском районе Молдавии. Является административным центром коммуны Пуцинтей, включающей также сёла Дышково и Выпрово.

## История
Село известно с XV в. когда согласно грамоте молдавских господарей Ильи I и Штефана II от 17 июля 1436 г. боярину Ходко «за службу верой и правдой» жалуются два пустующих места на берегу реки Кула между современными селами Гетлово и Морозень. На этих "пустующих" местах были образованы села Вепрова (совр. Выпрово) и Глубокое (совр. Гульбоака). В начале XVII-го века село Вепрово меняет своё название на Пуцинтей. Под этим названием оно просуществовало до ХIХ-го века, а затем, вследствие царской административной реформы в Бессарабии, было разделено на два села: Пуцинтей и Выпрово.

## География
Село расположено на высоте 88 метров над уровнем моря.

## Население
По данным переписи населения 2004 года, в селе Пуцинтей проживает 1011 человек (518 мужчин, 493 женщины).
Этнический состав села:
| Национальность | Число жителей | Процентный состав |
| -------------- | ------------- | ----------------- |
| молдаване      | 1010          | 99.9              |
| русские        | 1             | 0.1               |
| Всего          | 1011          | 100%              |